# TransAsia-Airways-Flug 791
TransAsia-Airways-Flug 791 (Flugnummer GE791) war ein internationaler Frachtflug der taiwanischen Fluggesellschaft TransAsia Airways vom Flughafen Taipeh-Chiang Kai Shek zum Flughafen Macau. Am 21. Dezember 2002 kam es auf diesem Flug zu einem Unfall, nachdem es an den Tragflächen der ATR 72-202 im Flug zu einer Vereisung und in der Folge zu einem Strömungsabriss gekommen war. Die Maschine stürzte in der Folge in die Formosa-Straße, wobei beide an Bord befindlichen Besatzungsmitglieder starben.

## Flugzeug
Das betroffene Flugzeug war eine ATR 72-202, ein Typ des von Aeritalia und Aérospatiale gegründeten, italienisch-französischen Konsortiums Avions de Transport Régional (ATR) zum Bau von Regionalflugzeugen. Die Maschine war zum Zeitpunkt des Unfalls 10 Jahre und 3 Monate alt. Sie trug die Werknummer 322, war am Produktionsstandort von ATR in Toulouse endmontiert worden und absolvierte am 29. August 1992 ihren Erstflug. Die Maschine wurde am 28. September desselben Jahres an die TransAsia Airways ausgeliefert. Die Maschine erhielt das Luftfahrzeugkennzeichen B-22708. Ab dem 12. Oktober 1998 war die Maschine an die britische Fluggesellschaft Gill Airways verleast, wo sie vorübergehend das Kennzeichen G-BXYV erhielt. Ab dem 1. Februar 2002 war die Maschine wieder bei der TransAsia Airways in Betrieb, wo sie nun als Frachtflugzeug eingesetzt wurde. Die Maschine war zu diesem Zeitpunkt, anders als die Passagierflugzeuge der Airline, komplett weiß lackiert und trug lediglich am Rumpf die Beschriftungen des Unternehmens sowie den Schriftzug CARGO. Das zweimotorige Regionalverkehrsflugzeug war mit 2 Turboproptriebwerken des Typs Pratt & Whitney Canada PW124B ausgestattet.

## Besatzung
Es war lediglich eine zweiköpfige Besatzung, bestehend aus Kapitän und Erstem Offizier, an Bord. Beide Besatzungsmitglieder hatten die taiwanesische Staatsbürgerschaft.
Der 53-jährige Kapitän war ein ehemaliger Pilot der taiwanesischen Luftwaffe und hatte dort militärische Frachtflugzeuge gesteuert. Seine Flugerfahrung aus seiner militärischen Laufbahn betrug 3638 Flugstunden. Seit Februar 1991 flog er für die TransAsia Airways. Im Mai desselben Jahres wurde er zum Piloten für die Flugzeugtypen ATR 42 und ATR 72 fortgebildet. Im September 1993 wurde er schließlich zum Kapitän dieser Flugzeugtypen befördert. Seine gesamte Flugerfahrung zum Unfallzeitpunkt betrug  14.247 Flugstunden, darunter 10.608 mit Maschinen der Typen ATR 42 und ATR 72
Der 34-jährige Erste Offizier war von Juni 1996 bis Juli 1997 bei Flight Safety International U.S. zum Piloten der Flugzeugtypen ATR 42 und ATR 72 ausgebildet worden. In dieser Zeit absolvierte er 307 Flugstunden mit diesen beiden Flugzeugtypen. Er kam im September 1997 zu TransAsia Airways, wo er bis zum 27. November desselben Jahres zum Piloten von ATR-Maschinen fortgebildet wurde. Im Juli 1998 absolvierte er schließlich die erforderlichen Trainingskurse, um zum Ersten Offizier zugelassen zu werden. Zum Zeitpunkt des Unfalls verfügte er über 4578 Stunden Flugerfahrung.

## Flugverlauf
Mit dem Flugzeug sollte an diesem Tag ein nächtlicher Frachtflug von Taipei nach Macau durchgeführt werden. Die Fracht bestand aus Textilien, Leder und Elektronikbauteilen. Die Maschine war um 01:05 Uhr Ortszeit gestartet.

## Unfallhergang

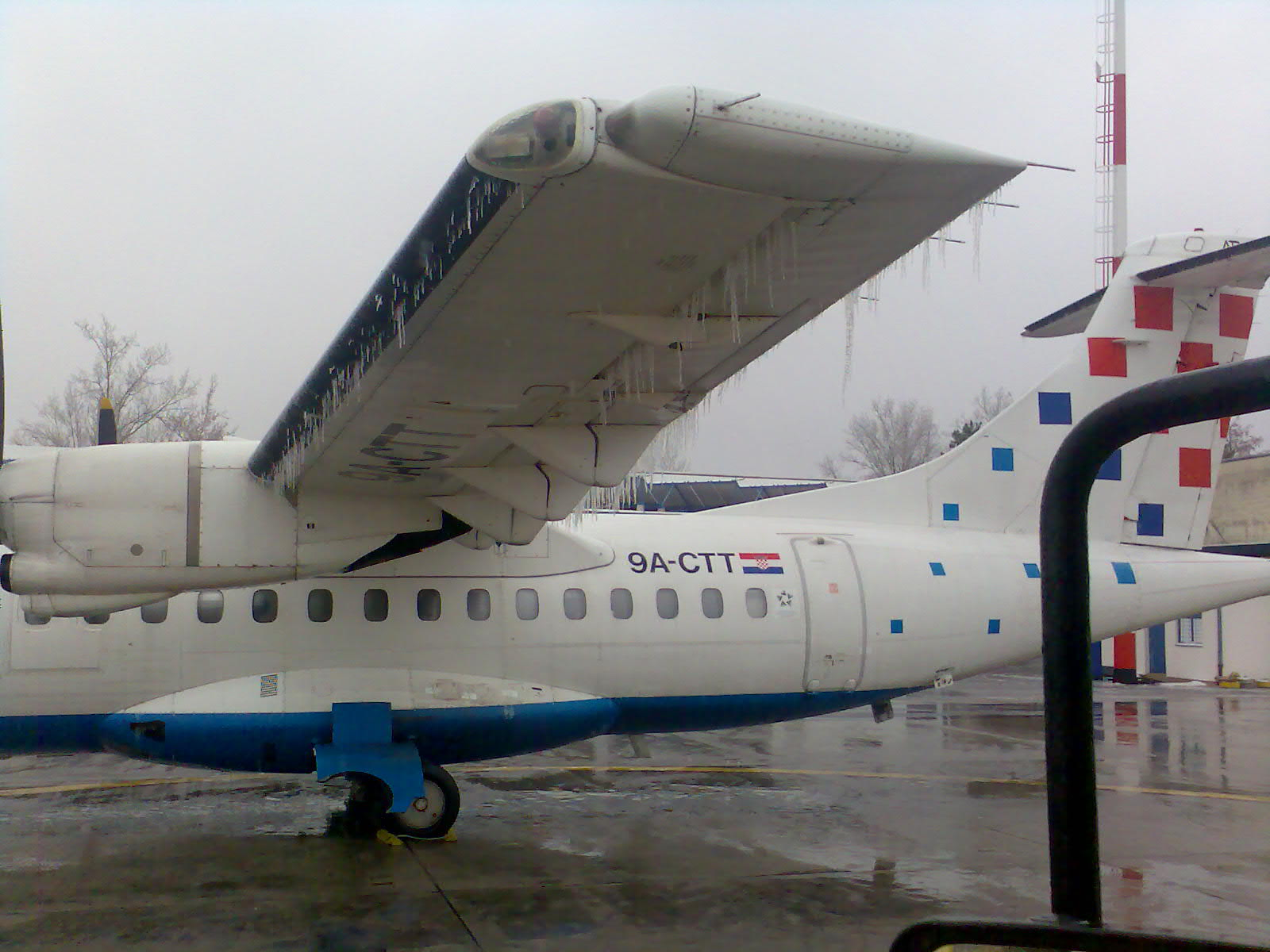
Durch Eisregen vereiste Tragfläche einer ATR 42

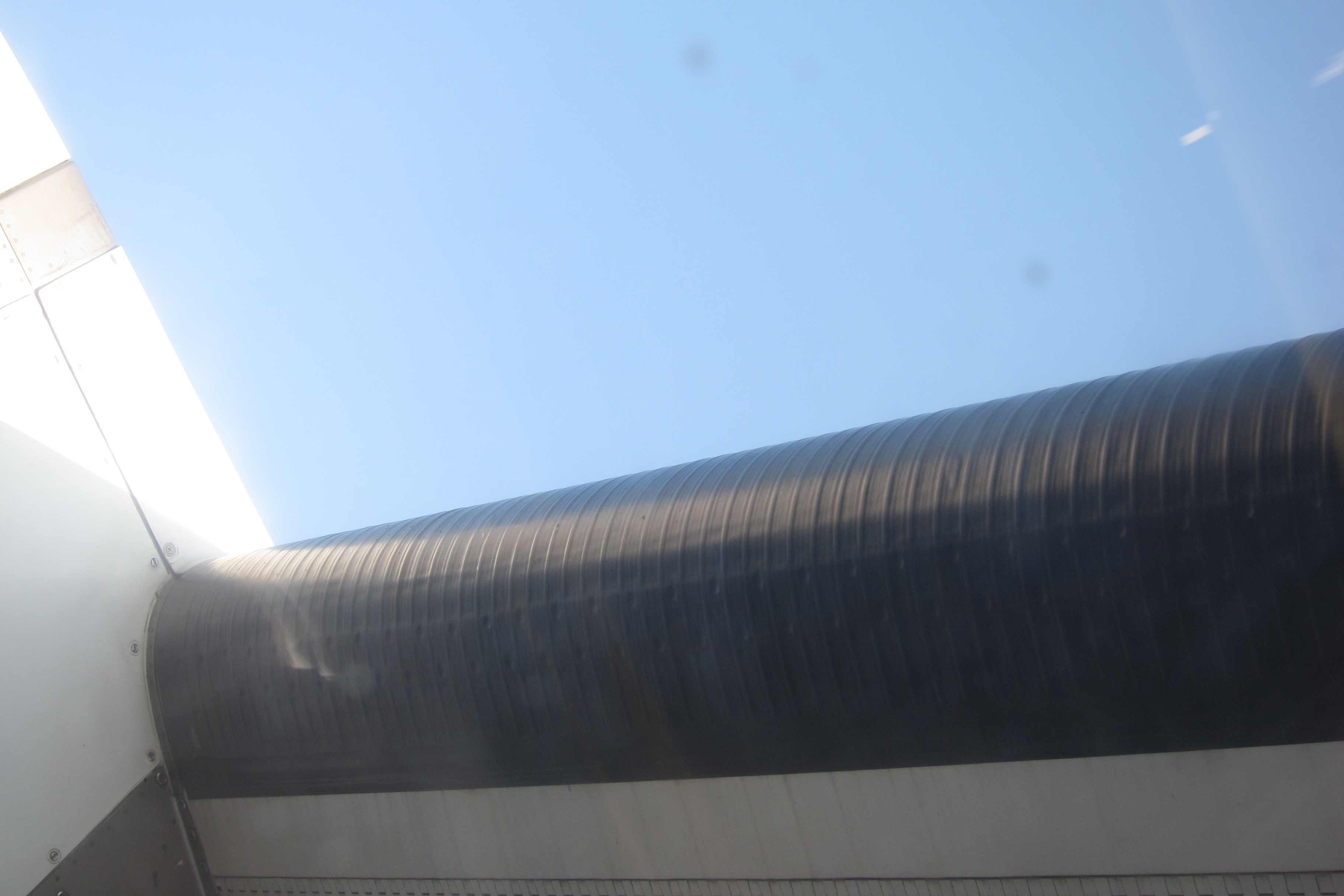
Pneumatische Enteisungsvorrichtung einer ATR 72

Um 01:51 Uhr meldete sich die Besatzung bei der Flugsicherung in Taipeh und bat um die Freigabe zum Sinkflug von 18.000 auf 16.000 Fuß (5486/4877 Meter). Um 01:52:10 Uhr aktivierte sich die Überziehwarnanlage in einer Höhe von 17.853 Fuß (5442 Meter), indem die Warnhupe ertönte und die Steuersäule rüttelte. Die Piloten deaktivierten den Autopilot und versuchten, die Maschine manuell unter Kontrolle zu bekommen. Die Maschine geriet in einen Sturzflug und verlor innerhalb von 16 Sekunden 14.456 Fuß (4406 Meter) an Höhe. Das entspricht einer Durchschnittsgeschwindigkeit von 991 km/h während des Sturzfluges, fast dem doppelten der Höchstgeschwindigkeit einer ATR 72-200. Um 01:52:47 Uhr befand sich die Maschine in 3027 Fuß (923 Meter) Höhe. Drei Sekunden später brach die Aufzeichnung des Cockpit Voice Recorders ab. Die Maschine stürzte 17 Kilometer südwestlich von Magong ins Meer.

## Ursache
Bei der Flugunfalluntersuchung wurde festgestellt, dass die Maschine ein Gebiet durchflogen hatte, in dem es zu einer starken Vereisung im Flug gekommen war, die zu einem Strömungsabriss geführt hatte. Die Piloten waren durch die Fluggesellschaft unzureichend auf das Erkennen und Bewerten von atmosphärischen Vereisungsbedingungen trainiert worden. Dies führte dazu, dass sie nicht adäquat auf die Gefahrensituation reagierten. Nachdem die Piloten die Vereisungsbedingungen wahrgenommen hatten, wurde das Enteisungssystem zweimal aktiviert, jedoch machten sich die Piloten daraufhin nicht mit dem Handbuch vertraut, in dem die Vorgehensweise in solchen Fällen festgelegt war. Hier sah das Handbuch vor, auf erhebliche Vereisung zu achten. Der unerwartete Geschwindigkeitsabfall, der durch die Geschwindigkeitsanzeige ausgewiesen wurde, war ein Indiz für eine derartige erhebliche Vereisung. Die Flugbesatzung reagierte auf die Vereisungsbedingungen nicht mit der erforderlichen Wachsamkeit und dem Problembewusstsein, dass das Flugzeug möglicherweise extremen Bedingungen ausgesetzt ist, die seine Leistung und Steuerbarkeit ernsthaft beeinträchtigen könnten. Die Reaktion der Besatzung auf die wahrgenommenen Vereisungsbedingungen erfolgte zu langsam, sie reagierten nicht mit einer sofortigen Verringerung der Flughöhe und trafen auch keine anderen, den Sicherheitsbestimmungen entsprechenden Vorkehrungen.
Bevor der Strömungsabriss eingetreten war, seien mit der Maschine ungewöhnliche oder unkontrollierte Roll- und Nickbewegungen durchgeführt worden. Die Steuereingaben nach dem Strömungsabriss und dem Erreichen einer abnormen Fluglage entsprachen nicht den Betriebsvorschriften zum Abfangen von Flugzeugen aus derartigen Lagen. Die Leistung und Steuerbarkeit des Flugzeugs könnte aufgrund des nicht vorschriftsmäßigen Verhaltens der Piloten erheblich beeinträchtigt worden sein, wodurch ein späteres Abfangen der Maschine noch schwieriger gewesen wäre. Es kann nicht bestätigt werden, ob eine stabile Fluglage hätte wiederhergestellt werden können, wenn das Verhalten der Besatzung den einschlägigen Verfahren und Techniken entsprochen hätte.
Während des Fluges kam es zu einer Eisbildung an den Tragflächen, die die Aerodynamik der Maschine maßgeblich beeinträchtigte. Der Grad der aerodynamischen Beeinträchtigung habe vor der Abschaltung des Autopiloten 40 Prozent betragen.

## Vereisungsanfälligkeit von ATR-Maschinen
Zum Zeitpunkt des Unfalls war hinlänglich bekannt, dass Maschinen der Typen ATR 42 und ATR 72 besonders anfällig für Vereisung im Flug sind. Nach dem Absturz einer ATR 72 auf dem American-Eagle-Flug 4184 hatten die Federal Aviation Administration und die NASA die ATR 72 umfassend getestet, woraufhin der Hersteller die Konstruktion seiner Maschinen, vor allem aber die Hinweise in den Bordbüchern dahingehend änderte, dass Betreiber und Flugzeugbesatzungen auf derartige Fälle adäquat reagieren können.